# Maria Izabela
Maria Izabela (oryg. María Isabel) – meksykańska telenowela produkcji Televisy wyreżyserowana przez Miguela Córcegę i Mónicę Miguel. Scenariusz napisał René Muñoz na podstawie historii autorstwa Yolandy Vargas Dulché. Główne role zagrali Adela Noriega, Fernando Carrillo i Lorena Herrera. Telenowela liczy 120 odcinków.

## Fabuła
Indianka Maria Izabela (Adela Noriega) od dzieciństwa zaprzyjaźniona jest z panienką, Gracielą (Ilse Vidal), z arystokratycznej rodziny. Maria na skutek plotek rozsiewanych przez własną macochę traci swojego narzeczonego. Graciela zakochuje się w biednym inżynierze, czego nie życzy sobie jej ojciec, który pragnie ożenić córkę z synem swojego zamożnego przyjaciela. Gdy okazuje się, że Graciela jest w ciąży, obie przyjaciółki uciekają ze swych domów. Graciela rodzi córkę i umiera. Maria Izabela zabiera dziecko i wyjeżdża do Meksyku, aby znaleźć pracę, by móc utrzymać siebie i dziecko. Zatrudnienie znajduje u wdowca, Ricardo Mendioli (Fernando Carrillo), w którym się zakochuje.

## Wersja polska
W Polsce telenowela była emitowana w telewizji TVN. Opracowaniem wersji polskiej dla TVN zajęło się ITI Film Studio. Lektorem serialu był Piotr Borowiec.

## Obsada
Główne role:
- Adela Noriega - Maria Izabela (María Isabel)
- Fernando Carrillo - Ricardo Mendiola
- Lorena Herrera - Lucrecia Fontaner
- Patricia Reyes Spíndola - Manuela
- Jorge Vargas - Felix Pereira
- Lilia Aragón - Rosaura
- José Carlos Ruiz - Pedro
- Mónica Miguel - Chona
- Alejandro Aragón - Leobardo
- Enrique Rojo - Andrés
- Angelina Peláez - Micaela
- Juan Felipe Preciado - Romulo Altamirano
- Ilse Vidal - Graciela Pereira
- Susana González - Elisa
- Valentino Lanús - Antonio
- Ernesto Laguardia - Luis Torres
- Rodrido Vidal - Gilberto
- Roberto Ballesteros - Armando
- Jorge Salinas - Ruben

## Nagrody i nominacje

### Premios TVyNovelas 1998
| Kategoria                         | Nominowani              | Wynik     |
| --------------------------------- | ----------------------- | --------- |
| Najlepsza aktorka młodzieżowa     | Adela Noriega           | Wygrana   |
| Najlepszy protagonista            | Fernando Carrillo       | Nominacja |
| Najlepsza aktorka pierwszoplanowa | Patricia Reyes Spíndola | Nominacja |

### BMI Latin Awards 1998
Utwór przewodni z telenoweli "Si Tú Supieras" autorstwa Kike Santandera w wykonaniu Alejandra Fernándeza otrzymał BMI Latin Awards w kategorii najlepsza piosenka roku.
| Kategoria               | Osoba                             | Wynik   |
| ----------------------- | --------------------------------- | ------- |
| Najlepsza piosenka roku | Kike Santander ("Si Tú Supieras") | Wygrana |

### Premios ACE 1999
| Kategoria                         | Osoba             | Wynik     |
| --------------------------------- | ----------------- | --------- |
| Międzynarodowa postać żeńska roku | Adela Noriega     | Nominacja |
| Międzynarodowa postać męska roku  | Fernando Carrillo | Nominacja |